# Dzwonkówka blednąca
Dzwonkówka blednąca (Entoloma pallescens (P. Karst.) Noordel.) – gatunek grzybów z rodziny dzwonkówkowatych (Entolomataceae).

## Systematyka i nazewnictwo
Pozycja w klasyfikacji według Index Fungorum: Entoloma, Entolomataceae, Agaricales, Agaricomycetidae, Agaricomycetes, Agaricomycotina, Basidiomycota, Fungi.
Po raz pierwszy opisali go w 1879 r. Petter Adolf Karsten, nadając mu nazwę Nolanea pascua var. pallescens. Obecną nazwę nadał mu Machiel Evert Noordeloos w 1979 r. On też w 1980 r. wyznaczył neotyp. Pozostałe synonimy:
- Nolanea pallescens (P. Karst.) P. Karst. 1890
- Nolanea pascua subsp. pallescens (P. Karst.) P. Karst. 1889

Polską nazwę zarekomendowała w 2025 r. Komisja ds. Polskiego Nazewnictwa Grzybów Polskiego Towarzystwa Mykologicznego.

## Morfologia
Kapelusz
Średnica 25–80 mm, błoniasty, początkowo ostro stożkowaty do dzwonkowatego z podwiniętym brzegiem, następnie rozszerzający się do wypukłego lub płaskowypukłego z wygiętym lub prosteym brzegiem, zawsze z wyraźnym garbkiem. Jest higrofaniczny; w stanie wilgotnym dość ciemny, żółtobrązowy lub czerwonobrązowy, półprzezroczyście prążkowany prawie do środka, w stanie suchym blady z promienistymi smugami o barwie szarobrązowej lub żółtobrązowej z przyrośniętymi włókienkami. Powierzchnia naga, gładka, lśniąca.
Blaszki
W liczbie 40–55, l = 1-7, średnio gęste, wolne lub głęboko zbiegające, brzuchate, początkowo bladobrązowe do ciemnobrązowych, w końcu z różowawymi lub czerwonawymi odcieniami. Krawędzie tej samej barwy.
Trzon
Wysokość 60–160 mm, grubość 4–15 mm, zwykle rozszerzony ku podstawie. Powierzchnia brązowa, nieco bledszy od kapelusza, wyraźnie srebrzysto-włóknista, prążkowana wzdłużnie, wierzchołek lub górna część oprószona, rzadko całkowicie oprószony.
Miąższ
Kruchy, tej samej barwy co skórka, jaśniejszy w częściach wewnętrznych. Zapach słaby, czasami słabo aromatyczny.
Cechy mikroskopowe
Zarodniki 9,5–12,5 × 7,5–9 µm, Q = 1,2–1,5, heterodiametryczne, 5–8-kątne w widoku z boku. Podstawki 4-zarodnikowe, ze sprzążkami. Brzeg blaszki płodny, cystyd brak. Skórka kapelusza zbudowana z wąskich, cylindrycznych lub lekko napęczniałych strzępek o szerokości 2–11 µm. Warstwa pod skórką nie jest wyraźnie zróżnicowana. Pigment blady, rozproszony wewnątrzkomórkowy. Skórka trzonu z cylindrycznymi, powyginanymi kaulocystydami, 30–110 × 3–9 µm. Sprzążki występują w hymenium, rzadko także na przegrodach warstw okrywowych i w tramie.

## Występowanie i siedlisko
Podano stanowiska w Europie, Ameryce Północnej i Azji (Federacja Rosyjska). W Europie Środkowej i Północnej jest szeroko rozprzestrzeniony. W Polsce po raz pierwszy podano stanowiska w 2004 r., w późniejszych latach podano następne. Aktualne stanowiska podaje także internetowy atlas grzybów. Znajduje się w nim na liście gatunków zagrożonych i wartych objęcia ochroną.
Grzyb naziemny, prawdopodobnie mykoryzowy. Występuje w lasach. Owocniki w grupach w borealnych i górskich lasach iglastych, wiosną i latem, sporadycznie także do późnej jesieni.